# Euro Floorball Tour

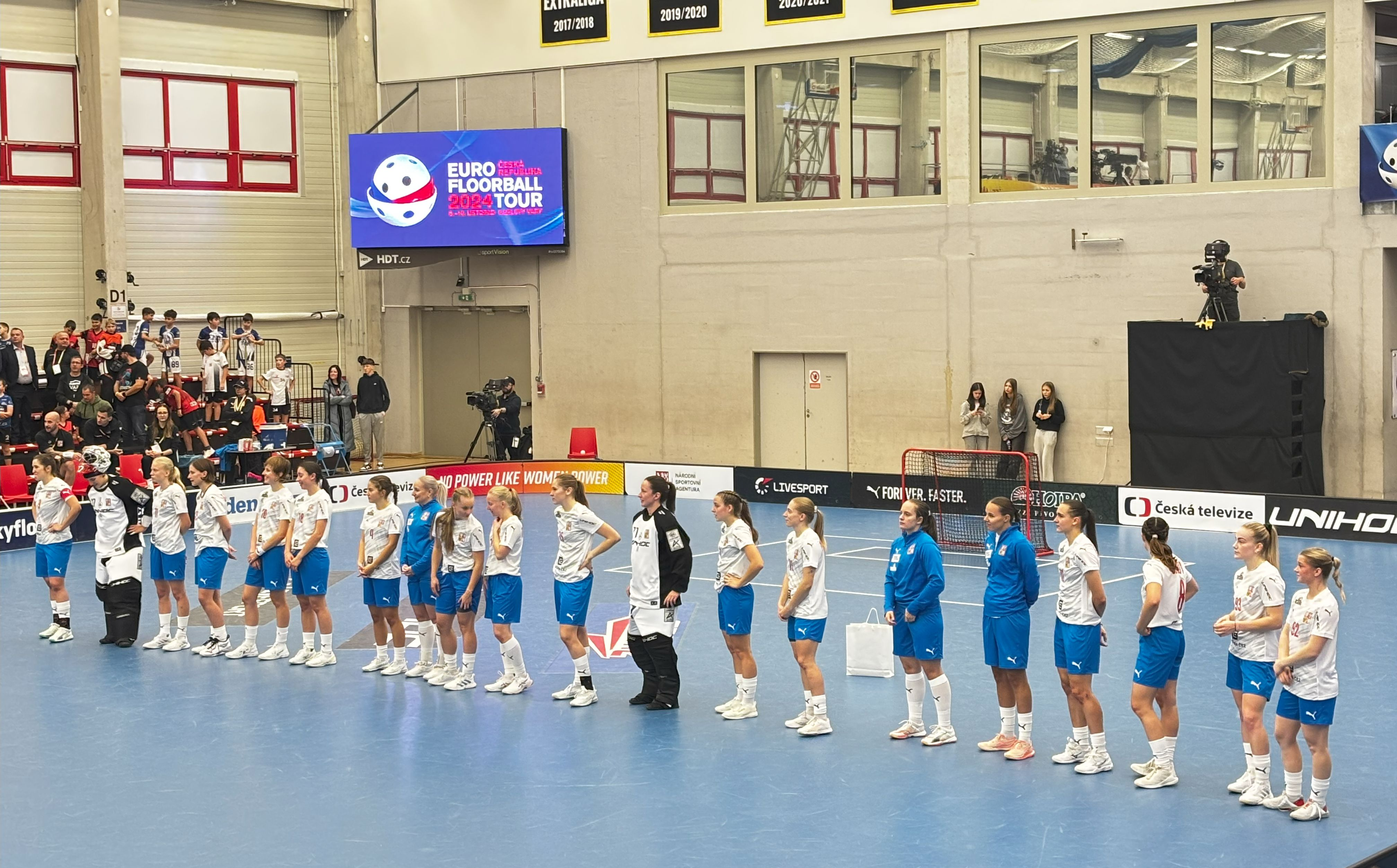
Česká ženská reprezentace na Euro Floorball Tour v listopadu 2024 v Karlových Varech

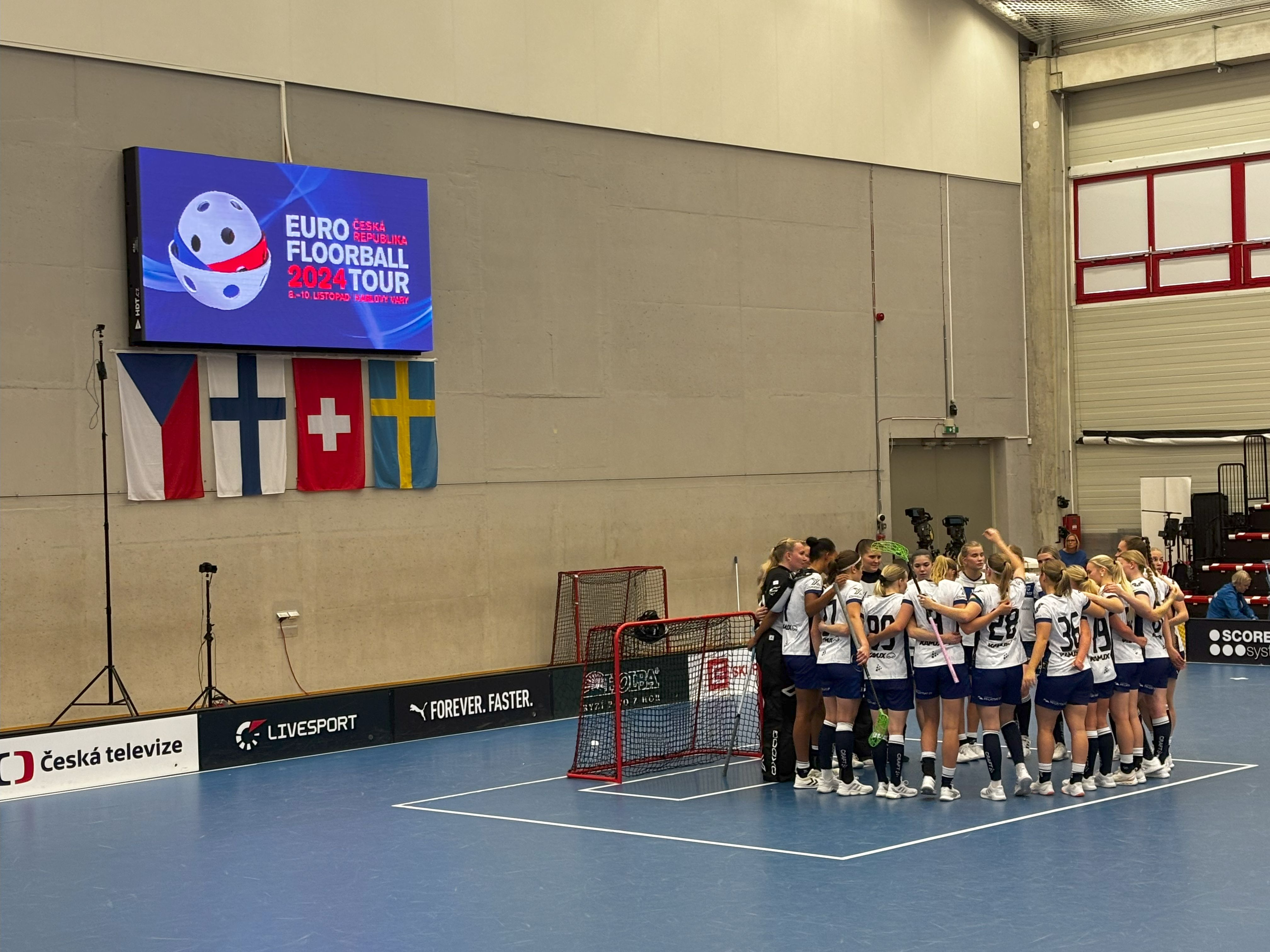
Finská ženská reprezentace před logem turnaje

Euro Floorball Tour (EFT) je série florbalových turnajů, na kterých se střetávají mužské a ženské reprezentační výběry čtyřech nejlepších florbalových zemí, tedy Česka, Finska, Švédska a Švýcarska.
Turnaj se pořádá každoročně od roku 2006, jednou až dvakrát za rok. O pořadatelství se střídají všechny účastnické země. Zápasy Euro Floorball Tour představují pro zúčastněná mužstva možnost pro přípravu na mistrovství světa.
Nejúspěšnější zemí je Švédsko, s 19 vítězstvími z celkových 30 v turnaji mužů a 27 z celkových 31 v turnaji žen. Posledními vítězi je právě Švédsko v turnajích mužů z října 2024 i žen z listopadu. Největším úspěchem české mužské reprezentace je zlato z turnajů v dubnu 2014, září 2022 a listopadu 2023. Největším úspěchem české ženské reprezentace jsou dvě druhá místa z domácích turnajů v listopadu 2014 a září 2023.

## Česko na Euro Floorball Tour
Turnaje Euro Floorball Tour, zvláště pak domácí, byly dějištěm několika historických úspěchů českých týmů. Muži na domácím turnaji v dubnu 2014 poprvé porazili Švédsko (podruhé pak znovu na domácím EFT v roce 2021). V Malmö v listopadu 2023 Švédsku nastřílely historicky rekordních 12 branek (a turnaj potřetí vyhráli).
Ženy na prvním EFT v roce 2006 v Praze poprvé remizovaly se Švýcarkami, úřadujícími mistryněmi světa, což byl jejich první výrazný mezinárodní úspěch. Na turnaji v roce 2008 uhrály první remízu se Švédskem a o rok později s Finskem. Finsko poprvé porazili na EFT v roce 2013 (což byla i jejich první výhra v této sérii) a Švédsko na domácím EFT v září 2023.

## Muži

### Tabulka umístění
| Rok  | Měsíc    | Místo konání                          | 1. místo                         | 2. místo                         | 3. místo                         | 4. místo                         | Výsledky                         | Ref.                 |
| ---- | -------- | ------------------------------------- | -------------------------------- | -------------------------------- | -------------------------------- | -------------------------------- | -------------------------------- | -------------------- |
| 2006 | Listopad | Finsko, Espoo                         | Finsko                           | Švédsko                          | Švýcarsko                        | Česko                            | Výsledky                         | [ 14 ]               |
| 2007 | Únor     | Švédsko, Göteborg                     | Švédsko                          | Finsko                           | Česko                            | Švýcarsko                        | Výsledky                         | [ 15 ]               |
| 2007 | Listopad | Česko, Ostrava                        | Finsko                           | Švédsko                          | Švýcarsko                        | Česko                            | Výsledky                         | [ 16 ]               |
| 2008 | Únor     | Švýcarsko, Curych                     | Švédsko                          | Finsko                           | Česko                            | Švýcarsko                        | Výsledky                         | [ 17 ]               |
| 2008 | Listopad | Finsko, Kuopio                        | Švédsko                          | Finsko                           | Švýcarsko                        | Česko                            | Výsledky                         | [ 18 ]               |
| 2009 | Duben    | Švédsko, Piteå                        | Švédsko                          | Finsko                           | Česko                            | Švýcarsko                        | Výsledky                         | [ 19 ]               |
| 2009 | Listopad | Česko, Brno                           | Švédsko                          | Finsko                           | Česko                            | Švýcarsko                        | Výsledky                         | [ 20 ]               |
| 2010 | Duben    | Švýcarsko, Curych                     | Finsko                           | Švédsko                          | Švýcarsko                        | Česko                            | Výsledky                         | [ 21 ]               |
| 2010 | Listopad | Finsko, Espoo                         | Finsko                           | Švédsko                          | Švýcarsko                        | Česko                            |                                  | [ 22 ]               |
| 2011 | Duben    | Švédsko, Linköping                    | Švédsko                          | Finsko                           | Švýcarsko                        | Česko                            |                                  | [ 23 ] [ 24 ]        |
| 2011 | Listopad | Česko, Brno                           | Finsko                           | Švédsko                          | Švýcarsko                        | Česko                            |                                  | [ 25 ]               |
| 2012 | Duben    | Švýcarsko, Bern                       | Švédsko                          | Finsko                           | Švýcarsko                        | Česko                            |                                  | [ 26 ] [ 27 ]        |
| 2012 | Listopad | Švédsko, Växjö                        | Švédsko                          | Česko                            | Švýcarsko                        | Finsko                           | Výsledky                         | [ 28 ] [ 29 ]        |
| 2013 | Duben    | Finsko, Tampere                       | Švédsko                          | Finsko                           | Česko                            | Švýcarsko                        | Výsledky                         | [ 30 ] [ 31 ]        |
| 2013 | Listopad | Švýcarsko, Schaffhausen               | Švédsko                          | Finsko                           | Česko                            | Švýcarsko                        | Výsledky                         | [ 32 ] [ 33 ]        |
| 2014 | Duben    | Česko, Česká Lípa                     | Česko                            | Finsko                           | Švédsko                          | Švýcarsko                        | Výsledky                         | [ 34 ]               |
| 2014 | Listopad | Finsko, Hämeenlinna                   | Švédsko                          | Finsko                           | Česko                            | Švýcarsko                        | Výsledky                         | [ 35 ] [ 36 ]        |
| 2015 | Duben    | Švédsko, Sandviken                    | Finsko                           | Švédsko                          | Švýcarsko                        | Česko                            | Výsledky                         | [ 37 ] [ 38 ]        |
| 2015 | Listopad | Česko, Brno                           | Švédsko                          | Švýcarsko                        | Finsko                           | Česko                            | Výsledky                         | [ 39 ] [ 40 ]        |
| 2016 | Duben    | Švýcarsko, Lausanne                   | Finsko                           | Švédsko                          | Švýcarsko                        | Česko                            | Výsledky                         | [ 41 ] [ 42 ]        |
| 2016 | Listopad | Švédsko, Växjö                        | Švédsko                          | Finsko                           | Švýcarsko                        | Česko                            | Výsledky                         | [ 43 ] [ 44 ] [ 45 ] |
| 2017 | Duben    | Finsko, Turku                         | Švédsko                          | Finsko                           | Švýcarsko                        | Česko                            | Výsledky                         | [ 46 ] [ 47 ]        |
| 2017 | Listopad | Švýcarsko, Kirchberg                  | Švédsko                          | Finsko                           | Švýcarsko                        | Česko                            | Výsledky                         | [ 48 ]               |
| 2018 | Duben    | Česko, Brno                           | Švédsko                          | Švýcarsko                        | Finsko                           | Česko                            | Výsledky                         | [ 49 ] [ 50 ]        |
| 2018 | Říjen    | Švédsko, Uppsala                      | Švédsko                          | Finsko                           | Česko                            | Švýcarsko                        | Výsledky                         | [ 51 ] [ 52 ]        |
| 2019 | Listopad | Finsko, Hämeenlinna, Tampere a Vantaa | Finsko                           | Švédsko                          | Švýcarsko                        | Česko                            | Výsledky                         | [ 53 ] [ 54 ]        |
| 2020 | Říjen    | Švýcarsko, St. Gallen                 | Zrušeno kvůli pandemii covidu-19 | Zrušeno kvůli pandemii covidu-19 | Zrušeno kvůli pandemii covidu-19 | Zrušeno kvůli pandemii covidu-19 | Zrušeno kvůli pandemii covidu-19 | [ 55 ]               |
| 2021 | Říjen    | Česko, Plzeň                          | Švédsko                          | Česko                            | Finsko                           | Švýcarsko                        | Výsledky                         | [ 56 ]               |
| 2022 | Září     | Švýcarsko, St. Gallen                 | Česko                            | Finsko                           | Švýcarsko                        | Švédsko                          | Výsledky                         | [ 57 ]               |
| 2023 | Listopad | Švédsko, Malmö                        | Česko                            | Švédsko                          | Finsko                           | Švýcarsko                        | Výsledky                         | [ 4 ]                |
| 2024 | Říjen    | Finsko, Turku a Rauma                 | Švédsko                          | Finsko                           | Švýcarsko                        | Česko                            | Výsledky                         | [ 58 ]               |

### Medailové pořadí
| Stát      | 1. místo | 2. místo | 3. místo | 4. místo |
| --------- | -------- | -------- | -------- | -------- |
| Švédsko   | 19       | 9        | 1        | 1        |
| Finsko    | 8        | 17       | 4        | 1        |
| Česko     | 3        | 2        | 8        | 17       |
| Švýcarsko | 0        | 2        | 17       | 11       |

## Ženy

### Tabulka umístění
| Rok  | Měsíc    | Místo konání            | 1. místo                         | 2. místo                         | 3. místo                         | 4. místo                         | Výsledky                         | Ref.          |
| ---- | -------- | ----------------------- | -------------------------------- | -------------------------------- | -------------------------------- | -------------------------------- | -------------------------------- | ------------- |
| 2006 | Listopad | Česko, Praha            | Švédsko                          | Švýcarsko                        | Finsko                           | Česko                            | Výsledky                         | [ 14 ]        |
| 2007 | Únor     | Švýcarsko, Baar         | Švédsko                          | Finsko                           | Švýcarsko                        | Česko                            | Výsledky                         | [ 15 ]        |
| 2007 | Listopad | Finsko, Porvoo          | Švédsko                          | Švýcarsko                        | Finsko                           | Česko                            | Výsledky                         | [ 59 ]        |
| 2008 | Únor     | Švédsko, Göteborg       | Švédsko                          | Finsko                           | Švýcarsko                        | Česko                            | Výsledky                         | [ 60 ]        |
| 2008 | Listopad | Česko, Praha            | Švédsko                          | Finsko                           | Švýcarsko                        | Česko                            | Výsledky                         | [ 61 ] [ 62 ] |
| 2009 | Duben    | Švýcarsko, Chur         | Švédsko                          | Švýcarsko                        | Finsko                           | Česko                            | Výsledky                         | [ 63 ]        |
| 2009 | Listopad | Finsko, Hyvinkää        | Švédsko                          | Švýcarsko                        | Finsko                           | Česko                            |                                  | [ 64 ]        |
| 2010 | Duben    | Švédsko, Karlstad       | Švédsko                          | Finsko                           | Švýcarsko                        | Česko                            | Výsledky                         | [ 65 ]        |
| 2010 | Listopad | Česko, Ostrava          | Švédsko                          | Finsko                           | Česko                            | Švýcarsko                        | Výsledky                         | [ 22 ]        |
| 2011 | Duben    | Švýcarsko, St. Gallen   | Finsko                           | Švédsko                          | Švýcarsko                        | Česko                            |                                  | [ 66 ]        |
| 2011 | Listopad | Finsko, Helsinky        | Švédsko                          | Švýcarsko                        | Finsko                           | Česko                            |                                  | [ 67 ]        |
| 2012 | Duben    | Švédsko, Karlstad       | Švédsko                          | Finsko                           | Švýcarsko                        | Česko                            |                                  | [ 68 ]        |
| 2012 | Listopad | Švýcarsko, Curych       | Švédsko                          | Finsko                           | Švýcarsko                        | Česko                            | Výsledky                         | [ 69 ]        |
| 2013 | Duben    | Česko, Brno             | Švédsko                          | Finsko                           | Švýcarsko                        | Česko                            | Výsledky                         | [ 70 ]        |
| 2013 | Listopad | Švédsko, Göteborg       | Švédsko                          | Švýcarsko                        | Česko                            | Finsko                           | Výsledky                         | [ 71 ]        |
| 2014 | Duben    | Finsko, Eerikkilä       | Finsko                           | Švédsko                          | Švýcarsko                        | Česko                            | Výsledky                         | [ 72 ]        |
| 2014 | Listopad | Česko, Praha            | Švédsko                          | Česko                            | Finsko                           | Švýcarsko                        | Výsledky                         | [ 5 ] [ 73 ]  |
| 2015 | Duben    | Švýcarsko, Will         | Švédsko                          | Finsko                           | Švýcarsko                        | Česko                            | Výsledky                         | [ 74 ] [ 75 ] |
| 2015 | Listopad | Finsko, Tampere         | Švédsko                          | Finsko                           | Švýcarsko                        | Česko                            | Výsledky                         | [ 76 ]        |
| 2016 | Duben    | Švédsko, Sandviken      | Švédsko                          | Finsko                           | Švýcarsko                        | Česko                            | Výsledky                         | [ 77 ]        |
| 2016 | Listopad | Švýcarsko, Schaffhausen | Švédsko                          | Švýcarsko                        | Česko                            | Finsko                           | Výsledky                         | [ 78 ]        |
| 2017 | Duben    | Česko, Olomouc          | Švédsko                          | Švýcarsko                        | Finsko                           | Česko                            | Výsledky                         | [ 79 ] [ 80 ] |
| 2017 | Listopad | Švédsko, Malmö          | Švédsko                          | Finsko                           | Česko                            | Švýcarsko                        | Výsledky                         | [ 81 ]        |
| 2018 | Duben    | Finsko, Nurmijärvi      | Švédsko                          | Finsko                           | Švýcarsko                        | Česko                            | Výsledky                         | [ 82 ]        |
| 2018 | Listopad | Švýcarsko, Neuchâtel    | Švédsko                          | Finsko                           | Česko                            | Švýcarsko                        | Výsledky                         | [ 83 ]        |
| 2019 | Říjen    | Česko, Praha            | Švédsko                          | Finsko                           | Česko                            | Švýcarsko                        | Výsledky                         | [ 84 ] [ 85 ] |
| 2020 | Listopad | Švédsko, Uppsala        | Zrušeno kvůli pandemii covidu-19 | Zrušeno kvůli pandemii covidu-19 | Zrušeno kvůli pandemii covidu-19 | Zrušeno kvůli pandemii covidu-19 | Zrušeno kvůli pandemii covidu-19 | [ 86 ]        |
| 2021 | Říjen    | Finsko, Lempäälä        | Švédsko                          | Finsko                           | Česko                            | Švýcarsko                        | Výsledky                         | [ 87 ]        |
| 2022 | Říjen    | Švýcarsko, St. Gallen   | Švédsko                          | Finsko                           | Švýcarsko                        | Česko                            | Výsledky                         | [ 88 ]        |
| 2023 | Září     | Česko, Ústí nad Labem   | Finsko                           | Česko                            | Švédsko                          | Švýcarsko                        | Výsledky                         | [ 6 ]         |
| 2023 | Říjen    | Finsko, Turku           | Finsko                           | Švédsko                          | Švýcarsko                        | Česko                            | Výsledky                         | [ 89 ]        |
| 2024 | Listopad | Česko, Karlovy Vary     | Švédsko                          | Finsko                           | Česko                            | Švýcarsko                        | Výsledky                         | [ 90 ]        |

### Medailové pořadí
| Stát      | 1. místo | 2. místo | 3. místo | 4. místo |
| --------- | -------- | -------- | -------- | -------- |
| Švédsko   | 27       | 3        | 1        | 0        |
| Finsko    | 4        | 18       | 7        | 2        |
| Švýcarsko | 0        | 8        | 15       | 8        |
| Česko     | 0        | 2        | 8        | 21       |